# Stanislav Horuna
Stanislav Mykolajovyč Horuna (in ucraino Станіслав Миколайович Горуна?; Leopoli, 1º marzo 1989) è un karateka ucraino, vincitore della medaglia di bronzo ai Giochi olimpici estivi di Tokyo 2020.

## Biografia
Suo fratello Yaroslav Horuna è un karateka di caratura internazionale ed ha gareggiato in nazionale. Gareggia nella categoria -75 kg.
Ai mondiali di Brema 2014 ha vinto la medaglia di bronzo nei -75 kg.
Ai Giochi mondiali di Breslavia 2017 ha vinto l'oro nei -75 kg, battendo l'iraniano Ali Asghar Asiabari.
Ai Giochi europei di Minsk 2019 ha guadagnato la medaglia d'oro nei -75 kg, superando l'azero Rafael Ağayev in finale.
Agli europei di Poreč 2021 ha vinto il titolo continentale nei oro nei –75 kg e il bronzo nel kumite a squadre.
Ha rappresentato la Ucraina ai Giochi olimpici estivi di Tokyo 2020, dove ha ottenuto il bronzo nei -75 kg.
Nell'ottobre 2021 ha partecipato a Ballando con le stelle, trasmesso dall'emittente nazionale ucraina.
A causa dell'invasione russa dell'Ucraina si è arruolato nell'esercito ucraino per difendere il proprio Paese.
Ha partecipato ai Giochi mondiali di Birmingham 2022, in Alabama, dove ha vinto la medaglia d'argento nei -75 kg.

## Palmarès
- Giochi olimpici

Tokyo 2020: bronzo nei -75 kg;
- Mondiali

Brema 2014: bronzo nei -75 kg;
- Giochi mondiali

Breslavia 2017: oro nei -75 kg;
Birmingham 2022: argento nei -75 kg;
- Giochi europei

Minsk 2019: oro nei -75 kg;
- Europei

Tampere 2014: argento nei –75 kg;
İzmit 2017: argento nei –75 kg; bronzo nel kumite a squadre;
Novi Sad 2018: bronzo nei –75 kg; bronzo nel kumite a squadre;
Guadalajara 2019: bronzo nei –75 kg;
Poreč 2021: oro nei –75 kg; bronzo nel kumite a squadre;